# Ingrid Winterbach
Ingrid Winterbach est une écrivaine et une artiste-peintre sud-africaine née en 1948. Elle écrit en afrikaans.

## Biographie
Née le 14 février 1948 à Johannesbourg, elle étudie les lettres (afrikaans et néerlandais) et les arts plastiques aux universités du Witwatersrand (Johannesbourg) et de Stellenbosch. Son mémoire de maîtrise porte sur la poésie de Breyten Breytenbach. Un temps journaliste à Die Burger, le grand quotidien du Cap, elle mène ensuite une triple carrière d'enseignante - elle enseigne l'afrikaans et les beaux-arts au lycée et à l'université -, de peintre et d'écrivaine. En 1989, un an avant la libération de Nelson Mandela et la légalisation de tous les partis politiques, elle participe, avec d'autres écrivains sud-africains, à une rencontre avec des dirigeants du Congrès national africain à Victoria Falls, au Zimbabwe. Après avoir longtemps vécu avec son mari, le peintre Andries Gouws, dans la province du KwaZulu-Natal, et séjourné aux Pays-Bas, puis aux États-Unis, elle habite désormais Stellenbosch.
Elle a publié à ce jour onze romans : de 1984 à 1996 sous le pseudonyme de Lettie Viljoen, depuis 1999 sous son nom.

## Œuvres
- Romans (sous le pseudonyme de Lettie Viljoen)

1984 : Klaaglied vir Koos
1986 : Erf
1990 : Belemmering
1993 : Karolina Ferreira
1996 : Landskap met vroue
- Romans (publiés sous son nom, Ingrid Winterbach)

1999 : Buller se plan
2002 : Niggie
2006 : Die Boek van toeval en toeverlaat
2010 : Die benederyk
2012 : Die aanspraak van lewende wesens
Son onzième roman, Vlakwater, paraît en septembre 2015.
En Afrique du Sud, les romans d'Ingrid Winterbach/Lettie Viljoen sont publiés aux éditions Taurus à Johannesbourg et aux éditions Human & Rousseau, au Cap.
- Théâtre :

En 2010 paraît Spyt, la première pièce de théâtre d'Ingrid Winterbach; mise en scène par Brink Scholtz et jouée lors de plusieurs festivals en Afrique du Sud en 2010 et 2011, elle remporte un grand succès.
La deuxième, Vuur, est publiée en 2012.

## Prix littéraires et distinctions
1994 : Prix M-Net pour Karolina Ferreira
1997 : Prix Ou-Mutual pour Karolina Ferreira
2000 : Prix Hofmeyr pour Buller se plan
2004 : Prix Hertzog pour Niggie
2007 : Prix Hofmeyr pour  Die Boek van toeval en toeverlaat
2007 : Prix M-Net pour Die Boek van toeval en toeverlaat
2011 : Prix M-Net pour Die benederyk
2012 : Prix NB-Uitgewers pour Die aanspraak van lewende wesens
2013 : Prix Hertzog pour Die aanspraak van lewende wesens
2013 : Prix Hofmeyr pour Die aanspraak van lewende wesens,
2013 : Prix M-Net pour Die aanspraak van lewende wesens

## Traductions
Plusieurs romans d'Ingrid Winterbach ont été traduits en français, en anglais et en néerlandais.

### français
- Au Café du Rendez-vous (titre original Karolina Ferreira), traduit de l'afrikaans par Pierre-Marie Finkelstein, Phébus[6], Paris 2015[7]

### anglais
- To Hell with Cronjé (roman) (titre original Niggie), traduit de l'afrikaans par Elsa Silke en collaboration avec l'auteure, Human & Rousseau, Le Cap 2007
- The elusive moth (roman) (titre original Karolina Ferreira) traduit de l'afrikaans par Iris Gouws et l'auteure, Human & Rousseau, Le Cap 2005
- The book of happenstance (roman) (titre original Die Boek van toeval en toeverlaat) traduit de l'afrikaans par Dirk Winterbach en collaboration avec l'auteure, éditions Human & Rousseau, Le Cap 2008
- The Road of Excess (roman) (titre original Die Benederyk), traduit de l'afrikaans par Leon de Kock, Human & Rousseau, Le Cap 2014[8],[9]

### néerlandais
Kennismaking (nouvelle) in Kort Afrikaans, éditions Nijgh & Van Ditmar, Amsterdam 1995
De Gamtos-rivier over (essai) in Armada, numéro spécial sur l'Afrique du Sud, éditions Wereldbibliotheek, Amsterdam 2004
Niggie (roman) (titre original Niggie), traduit de l'afrikaans par Riet de Jong-Goossens, Cossee, Amsterdam 2007
Het boek van toeval en toeverlaat (roman) (titre original Die Boek van toeval en toeverlaat), traduit de l'afrikaans par Riet de Jong-Goossens, Cossee, Amsterdam 2008

## Sources
- Fred de Vries, An Afrikaner in Durban, 20 mai 2007,